# Sibyl Marcuse
Sibyl Marcuse (* 13. Februar 1911 in Frankfurt am Main; † 5. März 2003 in Berkeley, Kalifornien) war eine amerikanische Musikinstrumentenkundlerin und Museumskuratorin. Ihr 1964 erstmals erschienenes Lexikon der Musikinstrumente (Musical Instruments: A Comprehensive Dictionary) und ein Buch zur Geschichte westlicher Musikinstrumente (A Survey of Musical Instruments) von 1975 wurden zu häufig zitierten Standardwerken.

## Leben
Die Mutter der in Frankfurt geborenen Sibyl Marcuse stammte aus England und ihr Vater war Schweizer. Mit dem Ausbruch des Ersten Weltkriegs 1914 zog die Familie nach Oxford in England. Im Jahr 1920 kehrte die Familie nach Frankfurt zurück, um sich danach jeweils für kurze Zeit an verschiedenen Orten in Europa niederzulassen. Angeregt durch die häufigen Schulwechsel und mit ihrer Sprachbegabung lernte die Jugendliche mehrere europäische Sprachen. In Brüssel absolvierte sie eine Ausbildung zur Bibliothekarin. Dies war der einzige formelle Bildungsabschluss, eine umfangreiche Allgemeinbildung und das instrumentenkundliche Fachwissen erwarb Marcuse autodidaktisch.
Nach der Heirat mit einem belgischen Journalisten, dessen Nachnamen Marcuse sie fortan trug und mit dem sie von 1932 bis 1935 in China lebte, bereiste sie einige Jahre Südamerika. Wie in China, wo sie die Kolonie der westlichen Ausländer in Schanghai verließ, um sich allein in die Mandschurei und andere Regionen im Landesinneren aufzumachen, war sie in den Ländern Südamerikas ständig auf Reisen. Als der Zweite Weltkrieg ausbrach, emigrierte Marcuse in die Vereinigten Staaten und erhielt 1945 die amerikanische Staatsbürgerschaft.
In New York arbeitete sie in unterschiedlichen Positionen für mehrere Hilfsorganisationen. Für die Unterstützung der neu angekommenen Kriegsflüchtlinge erwiesen sich ihre Sprachkenntnisse als äußerst nützlich. Als die Zahl der Flüchtlinge zurückging, nahm sie Unterricht in einer Schule für Klavierstimmer. Mit dieser schnell erworbenen Fähigkeit arbeitete sich mehrere Jahre in den Sommermonaten als Assistent des Cembalo- und Clavichordbauers  John Challis (1907–1974) in Detroit und war in der Cembalowerkstatt von Hugh Gough (1916–1997) in London tätig. Ab 1950 erwarb sich Marcuse einen Ruf als selbständige Klavier- und Cembalostimmerin in New York. Regelmäßig stimmte sie das Cembalo von Wanda Landowska, die ein technisch anspruchsvolles Instrument der Firma Pleyel spielte. Von 1953 bis 1960 war Marcuse Kuratorin der Musikinstrumentensammlung der Yale University. In dieser Zeit organisierte sie den Umzug der Sammlung in neue, größere Räume und veröffentlichte neben mehreren Artikeln und Instrumentenlisten 1960 einen Ausstellungskatalog. Für die Yale University kaufte sie einige historische Musikinstrumente an, darunter ein Taskin-Cembalo von 1774. In den Sommermonaten unternahm Marcuse Studienreisen in Europa und vertiefte ihre Kenntnisse über Musikinstrumente. 
Vom International Committee for Museums and Collections of Musical Instruments (CIMCIM), einer 1960 gegründeten, internationalen Organisation, die sich um die sachgerechte Präsentation und Konservierung von Musikinstrumenten in Museen und sonstigen Sammlungen kümmert, wurde Marcuse eingeladen, zusammen mit Alfred Berner (Staatliches Institut für Musikforschung, Berlin), Henrik Glahn (1919–2006, Musikwissenschaftler an der Universität Kopenhagen) und Wladimir Kaminski (Posen) eine Arbeitsgruppe zu bilden, die einen international gültigen Leitfaden für Musikinstrumentensammlungen entwickeln sollte. Der Leitfaden wurde, nachdem sich zahlreiche weitere Sammlungen aus Asien und Afrika angeschlossen hatten, erst 1977 von einer anders zusammengesetzten Arbeitsgruppe veröffentlicht.
Nach dem Ende ihrer Tätigkeit an der Yale University 1960 lebte Marcuse die nächsten Jahre überwiegend in New York. Als Ergebnis ihrer Forschungen und Reisen brachte sie 1964 Musical Instruments: A Comprehensive Dictionary heraus. 1971 hielt sie sich für einige Monate in Oxford auf, wo sie mit dem englischen Musikinstrumentenkundler Anthony Baines (1912–1997) und den Experten für Cembalo, Donald Boalch (1914–1999) und Howard Schott (1923–2005) zusammentraf. Von Oxford führte Marcuse der Weg nach Basel in die Schweiz. Dort beschäftigte sie sich in den 1970er Jahren mit dem Studium antiker griechischer Musikinstrumente. Die Manuskripte hierüber wurden bisher nicht veröffentlicht. Den längeren Aufenthalt in der Schweiz ermöglichte ihre Schweizer Staatsbürgerschaft, die sie noch von ihrem Vater besaß. Von der American Musical Instrument Society erhielt Marcuse 1984 den Curt Sachs Award, eine jährlich vergebene Auszeichnung für jene, die einen bedeutenden Beitrag zu den Zielen der Gesellschaft geleistet haben. Im folgenden Jahr erhielt Anthony Baines den Preis. Die letzten Lebensjahre verbrachte Marcuse in San Francisco. Sie verstarb auf der anderen Seite der Bucht mit 92 Jahren in einem Altenheim in Berkeley.

## Wirkung
Das Musikinstrumentenlexikon (Musical Instruments: A Comprehensive Dictionary) von 1964 gibt auf 600 Seiten in verknappter Sprache einen gedrängten Überblick über einen guten Teil der von der Mitte des 18. Jahrhunderts bis zur ersten Hälfte des 20. Jahrhunderts in der musikhistorischen und musikethnologischen Literatur erwähnten Instrumente aus allen Zeiten und allen Teilen der Welt. Ausgewertet wurden rund 200 auf Englisch, Deutsch, Französisch und Italienisch erschienene Publikationen. Auch wenn manche Einträge nur aus wenigen Wörtern bestehen, ist in den meisten Fällen ein Nummernbeleg angegeben, der auf das Literaturverzeichnis verweist. Die einfache Verfügbarkeit ansonsten häufig nur schwer zugänglicher Informationen machte das Lexikon zu einem vielfach verwendeten Standardwerk. Marcuse betonte jedoch gleich nach der Veröffentlichung, das Lexikon könne nicht entfernt vollständig sein, es gäbe über 5000 Bücher und Artikel allein zu nicht-westlichen Instrumenten und zu Volksmusikinstrumenten. Die Erwähnung zahlreicher „exotischer“ Instrumentennamen wurde zwar von manchen kritisiert, machte Marcuses Lexikon aber einzigartig in seiner Universalität. Ein vergleichbares Spektrum deckten erst die 1984 veröffentlichten drei Bände des New Grove Dictionary of Musical Instruments ab.
Die wesentliche Grundlage für Marcuses Lexikon ist das Reallexicon der Musikinstrumente (Berlin, 1913) von Curt Sachs, dessen Musikinstrumentenklassifizierung in der Hornbostel-Sachs-Systematik sie im Lexikon in den für den englischsprachigen Allgemeinleser ungewohnten Begriffen (wie „idiophone“) und in ihrem Werk A Survey of Musical Instruments (1975) als Struktur getreu übernimmt. In letzterem behandelt sie auf 860 Seiten vorwiegend Instrumente der westlichen Kultur und legt den Schwerpunkt auf deren historischer Entwicklung. Die Kapiteleinteilung folgt den vier Hauptgruppen der Hornbostel-Sachs-Systematik. Diese war zu jener Zeit in den Vereinigten Staaten wenig geläufig, weshalb das Fehlen einer einführenden Erklärung kritisiert wurde.

## Veröffentlichungen
- Transposing Keyboards on Extant Flemish Harpsichords. In: The Musical Quarterly, Bd. 38, No. 3, Juli 1952, S. 414–425
- Musical Instruments at Yale. A Selection of Western Instruments from the Fifteenth to Twentieth Centuries. Yale University Art Gallery, New Haven, o. J. (Ausstellungskatalog, 1960)
- The Instruments of the King's Library at Versailles. In: The Galpin Society Journal, Bd. 14, März 1961, S. 34–36
- Musical Instruments: A Comprehensive Dictionary. A complete, autoritative encyclopedia of instruments throughout the world. Doubleday, New York 1964 (Country Life Limited, London 1966; verbesserte Neuauflage: The Norton Library, W. W. Norton & Company Inc., New York 1975)
- A Survey of Musical Instruments. Harper & Row Inc., New York 1975